# 毛小叶垫柳
毛小叶垫柳（学名：Salix trichomicrophylla）是杨柳科柳属的植物，为中国的特有植物。分布在中国大陆的西藏等地，生长于海拔4,200米的地区，多生于高山草甸，目前尚未由人工引种栽培。

## 异名
- Salix pilosomicrophylla C. Wang et P. Y. Fu laps. cal.
- Salix scopulicola P. Y. Mao et W. Z. Li